# Chrysometa raripila
Chrysometa raripila är en spindelart som först beskrevs av Eugen von Keyserling 1893.  Chrysometa raripila ingår i släktet Chrysometa och familjen käkspindlar. Inga underarter finns listade i Catalogue of Life.